# Relació de compressió (refrigeració)

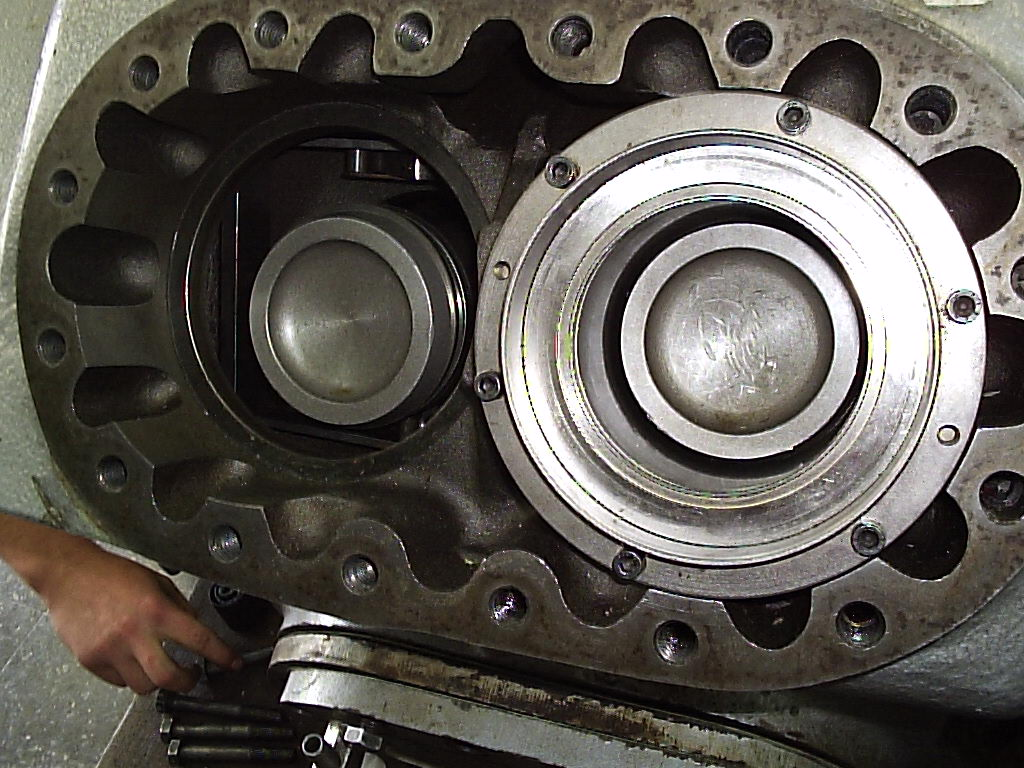
Pistons de compressor per amoníac en operacions de manteniment.

La relació de compressió  correspon la raó geomètrica resultant entre la pressió absoluta de descàrrega ({\displaystyle P_{d}}) i la pressió absoluta de succió ({\displaystyle P_{s}}) en el treball de compressió realitzat per un compressor en un sistema frigorífic.
{\displaystyle R_{c}={\frac {P_{d}}{P_{s}}}}
On
{\displaystyle R_{c}} = Relació de compressió 

{\displaystyle P_{d}} = Pressió de descàrrega 

{\displaystyle P_{s}} = Pressió de succió 

Es dedueix, doncs, que la relació de compressió s'augmenta ja sigui augmentant la pressió de condensació o bé disminuint la pressió d'evaporació (o ambdues coses).
En augmentar la relació de compressió disminueix l'eficiència volumètrica, per tant, disminueix el rendiment del compressor.
En alguna literatura se sol substituir la pressió de descàrrega per la pressió de condensació del refigerant, així com la pressió de succió per la pressió d'evaporació d'aquest, tot i que en estricte rigor no és correcte.